# Бобслей на зимових Олімпійських іграх 1972
Змагання з бобслею на зимових Олімпійських іграх 1972 тривали з 4 до 12 лютого в рекреаційному центрі Саппоро Тейне в Саппоро (Японія). Розіграно 2 комплекти нагород.

## Чемпіони та призери

### Таблиця медалей
| Місце              | Країна             | Золото | Срібло | Бронза | Загалом |
| ------------------ | ------------------ | ------ | ------ | ------ | ------- |
| 1                  | Західна Німеччина  | 1      | 1      | 1      | 3       |
| 2                  | Швейцарія          | 1      | 0      | 1      | 2       |
| 3                  | Італія             | 0      | 1      | 0      | 1       |
| Загалом (3 збірні) | Загалом (3 збірні) | 2      | 2      | 2      | 6       |

### Дисципліни
| Дисципліна          | Золото                                                                  | Золото  | Срібло                                                                               | Срібло  | Бронза                                                                              | Бронза  |
| ------------------- | ----------------------------------------------------------------------- | ------- | ------------------------------------------------------------------------------------ | ------- | ----------------------------------------------------------------------------------- | ------- |
| Двійки (чоловіки)   | ФРН (FRG-2) Вольфґанґ Ціммерер Петер Уцшнайдер                          | 4:57.07 | ФРН (FRG-1) Горст Флот Пепі Бадер                                                    | 4:58.84 | Швейцарія (SUI-1) Жан Вікі Еді Губахер                                              | 4:59.33 |
| Четвірки (чоловіки) | Швейцарія (SUI-1) Жан Вікі Ганс Лойтенеґґер Вернер Каміхель Еді Губахер | 4:43.07 | Італія (ITA-1) Невіо де Цордо Адріано Фрассінеллі Коррадо даль Фаббро Джанні Бонікон | 4:43.83 | ФРН (FRG-1) Вольфґанґ Ціммерер Штефан Ґайсрайтер Вальтер Штайнбауер Петер Уцшнайдер | 4:43.92 |

## Країни-учасниці
У змаганнях з бобслею на Олімпійських іграх у Саппоро взяли участь спортсмени 11-ти країн. Японія дебютувала в цьому виді програми.
- Австрія (8)
- Канада (6)
- Франція (6)
- Західна Німеччина (8)
- Велика Британія (8)
- Італія (9)
- Японія (8)
- Румунія (5)
- Швейцарія (8)
- Швеція (4)
- США (9)